# Auguszta Karolina braunschweig–wolfenbütteli hercegnő
Auguszta Karolina braunschweig–wolfenbütteli hercegnő, férjezett Auguszta Karolina württembergi hercegné (németül: Prinzessin Auguste Karoline von Braunschweig–Wolfenbüttel, Prinzessin von Württemberg, teljes nevén Auguste Karoline Friederike Luise; Braunschweig, 1764. december 3. – Koluvere, 1788. szeptember 27.) braunschweig–wolfenbütteli hercegnő, házassága révén württembergi hercegné.

## Élete
Auguszta Karolina braunschweig–wolfenbütteli hercegnő 1764. december 3-án jött világra a hercegség fővárosában II. Károly braunschweig–wolfenbütteli fejedelem (1735–1806) és Auguszta hannoveri és brit hercegnő (1737–1813) hét gyermeke közül első leányként. Édesapja a braunschweigi fejedelemség felvilágosult abszolutizmus jegyében kormányzó uralkodója volt; édesanyja révén a hannoveri–brit királyi családból származott, egyik nagybátyja maga III. György brit király volt. Auguszta Karolina hercegnő első keresztnevét édesanyja után kapta.
1780. október 11-én Braunschweig városában a hercegnő feleségül ment Frigyes württembergi herceghez (1754–1816). A herceg tíz évvel volt idősebb feleségénél; és minthogy édesapja csupán a württembergi uralkodó harmadik fiaként született, elég kevés kilátással bírt Württemberg trónjára. Kapcsolatukból négy gyermek született:
- Vilmos (1781–1864), utóbb Württemberg királya
- Katalin Friderika (1783–1835), házassága révén Vesztfália királynéja
- Auguszta Zsófia (1783–1784), kisgyermekként elhalálozott
- Pál Frigyes (1785–1852), felesége Sarolta szász–hildburghauseni hercegnő.

A viszony Frigyes herceg és Auguszta Karolina hercegnő között a kezdetektől fogva hűvösnek mutatkozott. A tizenhat éves Auguszta Karolina szinte gyermekként lett egy huszonhat éves, komoly ambíciókkal rendelkező herceg felesége, aki elvárta tőle, hogy felnőtt nő módjára viselkedjék. A hercegnő már első gyermeke világrahozatala után, 1781-ben a válást fontolgatta, édesapja viszont arra utasította, hogy maradjon a herceggel. 1783-ban II. Katalin orosz cárnő az orosz kézen lévő finn területek katonai kormányzójává nevezte ki Frigyes herceget. A család Finnországba költözött, némi változatosságot hozva Auguszta Karolina napjaiba. Oroszországban a házastársak között lévő ellentét kidomborodott, Frigyes herceg a szóbeszéd szerint fizikailag is bántalmazta feleségét. 1786-ban Auguszta Karolina hercegnő az orosz cárnő lábai elé borulva könyörgött a cárnő pártfogásáért, és férje durvaságára panaszkodott. II. Katalin – menye, Zsófia Dorottya württembergi hercegnő, Frigyes herceg húgának tiltakozása ellenére is – finoman kiutasította Frigyes herceget az országból, és megfosztotta őt pozíciójától.
Az ügy szégyenfoltnak számított Auguszta Karolina életében, édesapja megtagadta tőle azt, hogy visszafogadja otthonába. Az orosz uralkodónő volt vadászmestere, Wilhelm von Pohlmann védnöksége alá hercegnőt, és rendelkezésükre bocsátotta a mai Észtország területén, Lohde város közelében fekvő cári birtokait. A hercegnő élete hátralevő részét itt töltötte, gyermekeitől megfosztva. Pohlmann szexuális viszonyt létesített vele, mely a hercegné teherbe esését eredményezte. 1788. szeptember 27-én a hercegnénél idő előtt megindult a szülés, mely végül koraszülött gyermek és a nagy vérveszteség következtében az anya halálához is vezetett. Pohlmann a viszony és törvénytelen gyermek napvilágra kerülését félve nem hívatott orvost a hercegnéhez, majd halálhírét hamisan jelentette a cárnőnek és a szülőknek, egy véredény elpattanását adva meg a halál okaként. A valós körülmények csak azután derültek ki, miután a hercegnő elsőszülött fia a szóbeszéd hatására nyomozást rendelt el és exhumáltatta édesanyja testét.
Frigyes herceg 1797 decemberében Württemberg uralkodó hercege lett. Előbb választófejedelmi, majd királyi rangot szerzett. 1797 májusában feleségül vette Sarolta Auguszta brit és hannoveri királyi hercegnőt, aki szoros kapcsolatot alakított ki mostohagyermekeivel. 1816-ban Auguszta Karolina legidősebb fia, Vilmos került Württemberg trónjára.

## Fordítás
- Ez a szócikk részben vagy egészben a Duchess Augusta of Brunswick-Wolfenbüttel című angol Wikipédia-szócikk ezen változatának fordításán alapul.  Az eredeti cikk szerkesztőit annak laptörténete sorolja fel. Ez a jelzés csupán a megfogalmazás eredetét és a szerzői jogokat jelzi, nem szolgál a cikkben szereplő információk forrásmegjelöléseként.
- Ez a szócikk részben vagy egészben a Auguste Karoline von Braunschweig-Wolfenbüttel című német Wikipédia-szócikk ezen változatának fordításán alapul.  Az eredeti cikk szerkesztőit annak laptörténete sorolja fel. Ez a jelzés csupán a megfogalmazás eredetét és a szerzői jogokat jelzi, nem szolgál a cikkben szereplő információk forrásmegjelöléseként.